# Margareta av Medici
Margareta av Medici, född i Florens den 21 maj 1612, död 1679, var hertiginna av Parma; gift med hertig Odoardo Farnese av Parma.  Hon var Parmas regent under sin son Ranuccio II Farneses omyndighet från 1646 till 1648. 

## Biografi

### Tidigt liv
Hon var den andra dottern och det fjärde barnet till Cosimo de Medici och Maria Magdalena av Inre Österrike. 
Hon fick en fin bildning i latin, i litteratur, musik och konst. 
Hennes äldre syster trolovades 1620 med Odoardo, hertigen av Parma och Piacenza, i ett äktenskap menat att bekräfta alliansen mellan Parma och Toscana. När trolovningen avslutades på grund av hennes systers hälsotillstånd tog Margareta hennes plats, och trolovningen ägde rum 1627. På råd av kardinal Richelieu, föreslog änkedrottning Maria de Medici att Margareta skulle gifta sig med den franska kungens bror prins Gaston, hertigen av Orleans; planen stöddes av påven, men avvisades i Parma och Florens. 

### Hertiginna av Parma
Den 11 oktober 1628 ägde bröllopet rum i katedralen i Florens. Bröllopsfirandet fortsatte i Parma, dit det nygifta paret anlände den 6 december samma år. Till deras ära gav Teatro Farnese premiären av operan  “Mercurio e Marte” till musik av Claudio Monteverdi och texter av Claudio Achillini. 
Förhållandet mellan Margareta och Odoardo beskrivs som lyckligt. Margareta beskrivs som bildad, vacker och charmerande, och Odoardo som trogen och lojal mot henne. Deras regeringstid i Parma väckte ogillande på grund av den pro-franska politik de förde och för det luxuösa och påkostade hovliv de finansierade med ett högt skattetryck, något som väckte missnöjde särskilt under den misär som uppstod efter pesten 1630. 
Hon brevväxlade regelbundet med sin familj och Toscana, och avlade 1639 ett besök i Florens. Under henne var hovet i Parma starkt influerat av den florentinska kulturen och hovetiketten. Margareta beskyddade baletter och operaföreställningar vid hovet. Hon engagerade sångaren Ippolito Fusai vid ett flertal tillfällen, och beskyddade målaren Justus Sustermans, som målade flera av hennes porträtt i olika åldrar. Hon intresserade sig också för trädgårdsskötsel. 

### Regent
Odoardo dog av en stroke 12 september 1646 i Piacenza och efterträddes av deras son Ranuccio II Farnese. Då sonen var sexton år och omyndig tillsattes en förmyndarregering som skulle regera tills han uppnådde sin artonde födelsedag. Margareta av Medici utsågs till regent i förmyndarregeringen tillsammans med sin svåger, kardinal Francesco Maria Farnese, efter vars död den 12 juli 1647 hon regerade ensam. Politiskt stödde hon ett samarbete av Toscanas och Parmas positioner i utrikespolitiken.  
Hennes regeringstid var kort, då sonen uppnådde myndighetsåldern på sin artonde födelsedag den 17 september 1648. Nästan omedelbart uppstod oenigheter mellan Ranuccio II och hans mor, som Margareta tillskrev inflytandet utrikesminister Jacopo Gaufrido, som hon såg som en fransk spion och hade ogillat redan under makens regeringstid. Hon stödde istället Francesco Serafini som utrikesminister. Hon lyckades störta Gaufrido efter nederlaget i det andra kriget mot hertigdömet Castro, och få honom avrättad i januari 1650 i Piacenza. 

### Senare år
Relationerna mellan Margareta och hennes svärdöttrar fungerade heller inte. Konflikten med den första svärdottern Margareta Violante av Savojen blev så svår att det försämrade även hennes relation till sin son, som till slut rådde sin mor att återvända till Florens. I oktober 1660 inträffade en slutlig brytning, och i april 1661 åkte hon till Florens för att delta i bröllopet av sin brorson; därefter återvände hon inte till Parma förrän efter svärdotterns död i barnsäng 1663. Hennes relation till nästa svärdotter blev dock också dålig. 
Avstängd av sin son från offentliga angelägenheter, upprätthöll hon en aktiv korrespondens med sina bröder, som har bevarats. I sina brev till dem skrev hon sin vardag, och hur hon ägnade sig åt fiske och jakt. År 1671 gjorde hon ett besök i Innsbruck hos sin syster Anna de Medici, grevinna av Tyrolen och ärkehertiginna av Österrike. 
Margareta av Medici dog den 6 februari 1671 i Parma. Till hennes minne lästes epitafier i kyrkorna i Parma och Piacenza skriven av Ottavio Landi, Benedetto Bacchini och Felice Rotondi. 